# 巴巴通德·奥莫托巴
巴巴通德·奥莫托巴（1969年9月27日—），尼日利亚政治人物。2008年12月17日，尼日利亚总统奥马鲁·亚拉杜瓦任命其出任尼日利亚联邦航空部部长。

## 生平
奥莫托巴在尼日利亚贝宁大学学习土木工程，之后获得一级学位。毕业后他在几个尼日利亚政府项目中担任建筑和结构工程师，其中曾在尼日利亚安达信会计师事务所担任经理，负责金融服务、制造业、商业和电信集团业务。2003年，奥莫托巴在凯洛格管理学院荣获工商管理硕士学位。从凯洛格大学毕业后，奥莫托巴在美国伊利诺伊州埃文斯顿的史密斯·威利公司（Smith Whiley & Company）担任负责私募股权的副总裁。他还担任非洲金融公司（Africa Finance Corporation）的董事，负责数十亿美元的投资基金。
2008年12月17日，尼日利亚内阁重组，尼日利亚总统奥马鲁·亚拉杜瓦任命其出任尼日利亚联邦航空部部长。2009年3月，考虑到尼日利亚空域管理局对资金管理的各种问题，奥莫托巴解雇了空域管理局总经理以及三个半官方航空机构的9名董事。2009年4月，他审查了尼日利亚联邦机场管理局与特许经营商签署的所有协议，并表示一些协议中存在片面性问题，牺牲了联邦政府的利益。2009年9月，奥莫托巴受总检察长迈克尔·奥恩多卡指示，政府移交了穆塔拉·穆罕默德国际机场里过旧的国内航站楼通用航空终端给比库特尼航空服务有限公司（Bi-Courteny Aviation Services Limited）。同月，在谈及尼日利亚几家航空公司面临的财务困难时，奥莫托巴表示政府不排除对航空公司采取各种形式的救助；他还建议各航空公司应认真考虑合并及联盟方案。他否定了采取《尼日利亚飞行法》作为支持当地航空公司的措施，相反他要求尼日利亚国内航空公司必须改善其安全记录，因此尼日利亚的精英们才会放弃国际航空公司，改而采用国内航空公司的服务。
2010年3月，代理总统古德勒克·乔纳森宣布解散内阁，他也因此离职。离任之后巴巴通德·奥莫托巴重返商界，他担任NatCom发展与投资有限公司（NatCom Development & Investment Limited）的首席执行官。2020年11月，尼日利亚工程院授予巴巴通德·奥莫托巴院士荣誉。